# Гай Манлий
Вижте пояснителната страница за други личности с името Гай Манлий.
Гай Манлий (на латински: Gaius Manlius; † 62 пр.н.е., Пистоя) е древноримски политик, участник в Заговора на Катилина.
Той произлиза от Faesulae от патрицииската фамилия Манлии.
Манлий служил като центурион при Сула, става богат, след това обеднява и се присъединява към Луций Сергий Катилина. През октомври 63 пр.н.е. той събира въоръжени привърженици в Етрурия („Manliana castra“). След реч на Цицерон на 8 ноември 63 пр.н.е. Каталина напуска Рим и отива при него. В средата на ноември Манлий и Катилина са обявени за държавни врагове (hostis).
Манлий пада убит през началото на 62 пр.н.е. в ожесточената битка при Пистоя, където командва дясното крило срещу легат Марк Петрей.